# Diego Figueredo (baloncestista)
Diego Figueredo (Córdoba, Argentina, 27 de diciembre de 1991) es un baloncestista argentino que se desempeña como base en el Quimsa de la Liga Nacional de Básquet de Argentina.

## Trayectoria
Su etapa de formativas transcurrió en la ciudad de Córdoba entre los clubes Talleres, Instituto e Hindú. A los 18 años disputó la Liga B jugando en Sport Club Cañadense. Posteriormente se afianzó como jugador del Torneo Nacional de Ascenso, participando del certamen con clubes como San Martín de Marcos Juárez, Ciclista Juninense, nuevamente Sport Club Cañadense, Huracán de Trelew y Estudiantes de Olavarría.
En 2017 dio el salto a la primera división del baloncesto profesional argentino, contratado por el equipo porteño Ferro Carril Oeste. Sin embargo sólo jugó el Torneo Súper 20 2017 con ese club, pasando luego a Argentino de Junín -como sustituto del lesionado Luis Cequeira- y a Salta Basket -donde remplazó a Pablo Bruna-. La temporada siguiente la jugó de principio a fin con Libertad de Sunchales, en la cual terminó promediando 7,1 puntos, 1,9 rebotes y 2,2 asistencias por partido.
A mediados de 2019 migró a Brasil junto a sus compatriotas Carlos Buemo y Guido Mariani para incorporarse al São José Basketball del Novo Basquete Brasil. Al terminar la temporada, en lugar de regresar a la Argentina fichó con el equipo mexicano Plateros de Fresnillo, coincidiendo allí con sus compatriotas Alexis Elsener y Alejandro Diez.
Tras su experiencia en México, regresó a su país, donde jugó para Instituto y La Unión de Formosa. Sin embargo en marzo de 2021 dejó la Liga Nacional de Básquet para vivir una nueva experiencia en el Novo Basquete Brasil, esta vez como jugador del Flamengo como reemplazo temporario del también argentino Franco Balbi. Fue parte del plantel que se consagró campeón de la liga local y de la Basketball Champions League Americas 2021. Posteriormente fichó con el Corinthians. En 32 juegos durante la temporada 2021-22 consiguió 11.1 puntos, 5 asistencias y 3.7 rebotes de promedio por partido. Culminada su participación en esa liga, optó por quedarse a jugar un año más allí, aceptando una oferta para retornar al São José Basketball, club para el que jugaría los siguientes dos años.
Figueredo fue el armador de los Titanes de Barranquilla que conquistó el título de la Liga Colombiana de Baloncesto 2024-I. Luego de ello fue repatriado por el club Riachuelo.
En julio de 2025 se anunció su incorporación a Quimsa.

### Clubes
| Club                        | País      | Año             |
| --------------------------- | --------- | --------------- |
| Sport Club Cañadense        | Argentina | 2010 - 2011     |
| San Martín de Marcos Juárez | Argentina | 2011 - 2012     |
| Ciclista Juninense          | Argentina | 2012            |
| Sport Club Cañadense        | Argentina | 2012 - 2013     |
| Huracán de Trelew           | Argentina | 2013 - 2015     |
| Estudiantes de Olavarría    | Argentina | 2015 - 2017     |
| Ferro                       | Argentina | 2017            |
| Argentino de Junín          | Argentina | 2017 - 2018     |
| Salta Basket                | Argentina | 2018            |
| Libertad                    | Argentina | 2018 - 2019     |
| São José Basketball         | Brasil    | 2019 - 2020     |
| Plateros de Fresnillo       | México    | 2020            |
| Instituto                   | Argentina | 2020            |
| La Unión de Formosa         | Argentina | 2021            |
| Flamengo                    | Brasil    | 2021            |
| Corinthians                 | Brasil    | 2021 - 2022     |
| São José Basketball         | Brasil    | 2022 - 2024     |
| Titanes de Barranquilla     | Colombia  | 2024            |
| Riachuelo                   | Argentina | 2024 - 2025     |
| Quimsa                      | Argentina | 2025 - Presente |